# Jüdischer Friedhof (Hořice v Podkrkonoší)
Koordinaten: 50° 22′ 26″ N, 15° 38′ 7″ O

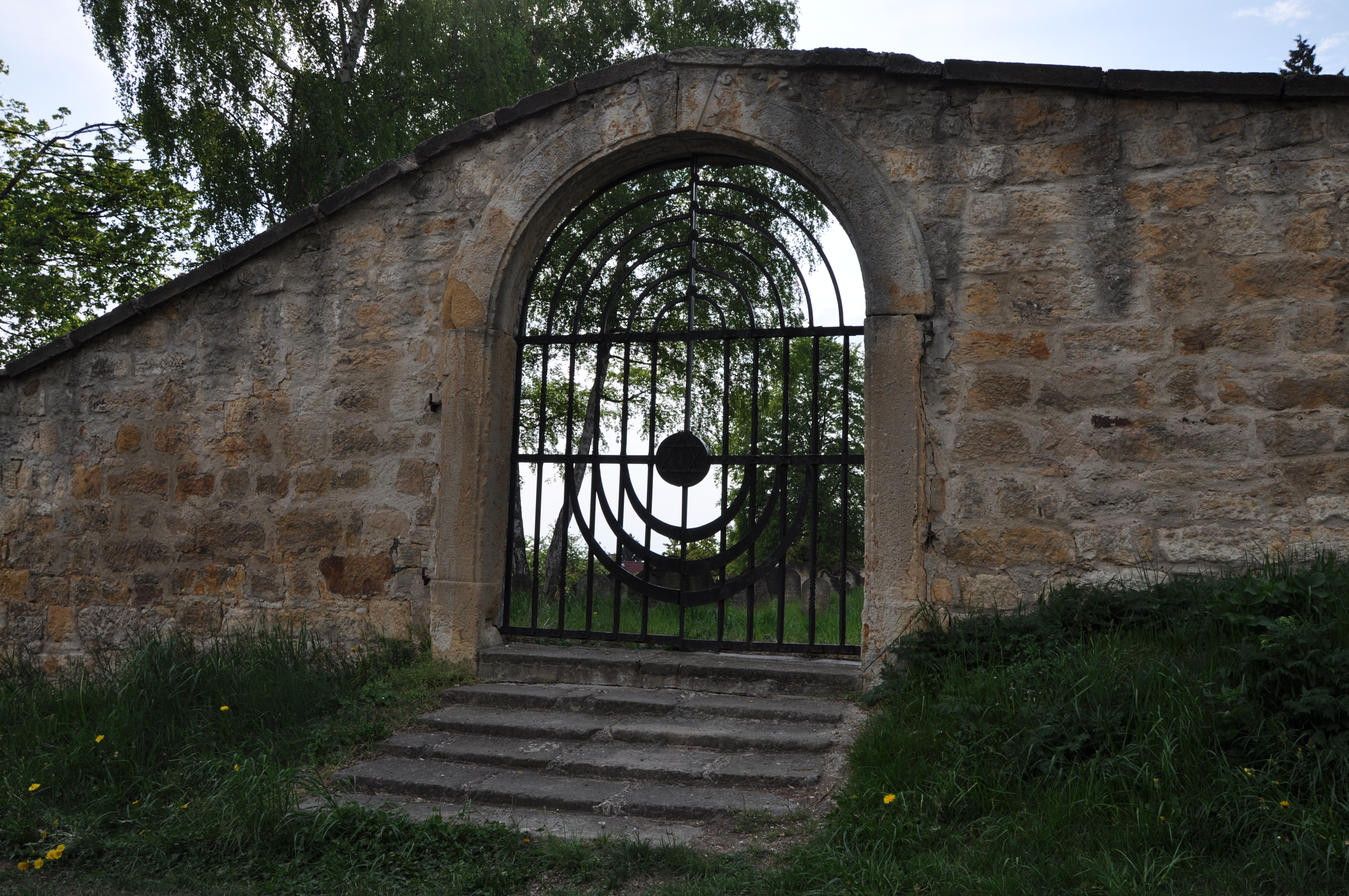
Eingang zum jüdischen Friedhof in Hořice v Podkrkonoší

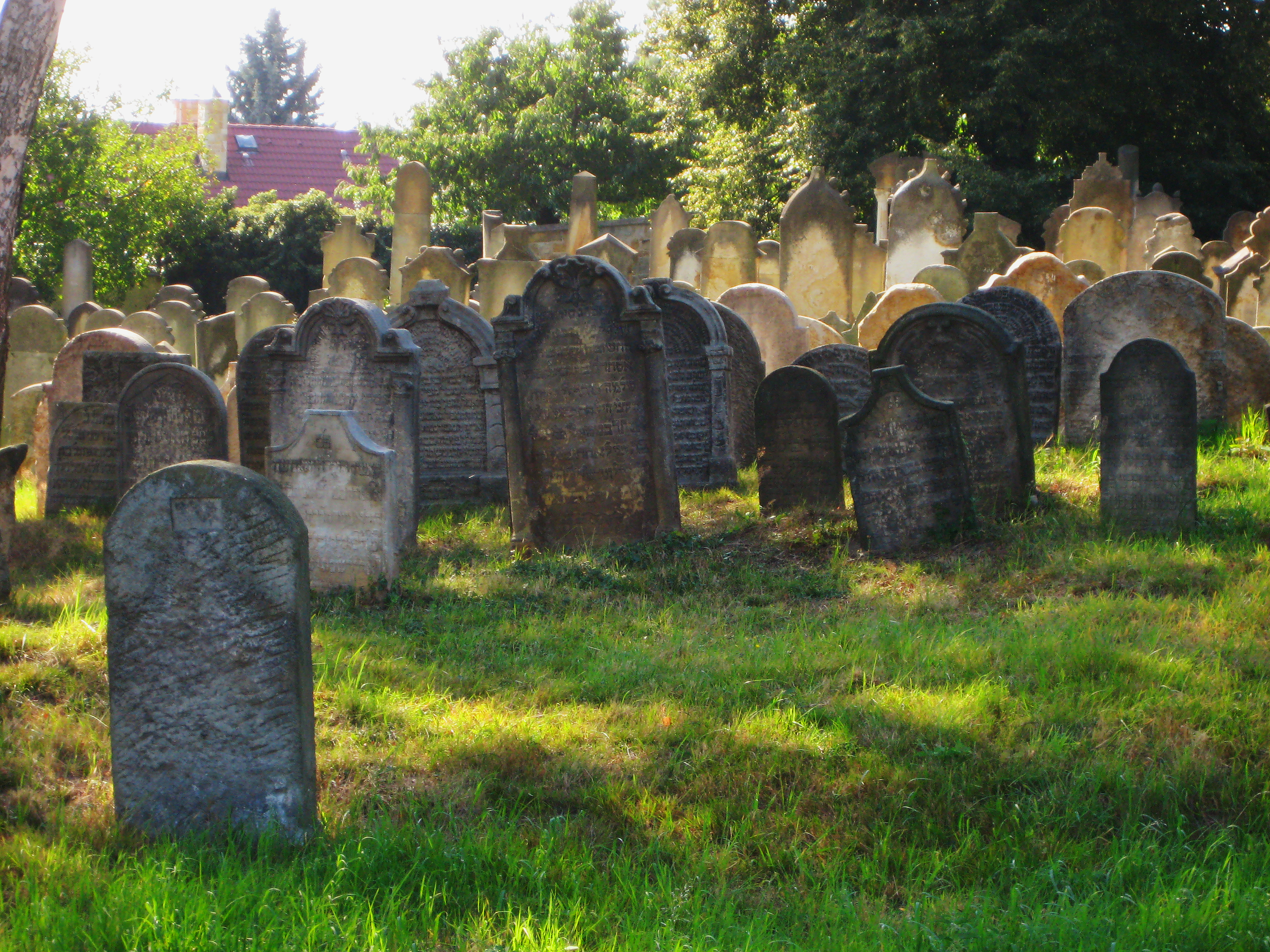
Grabsteine

Der Jüdische Friedhof in Hořice v Podkrkonoší (deutsch Horschitz), einer tschechischen Stadt im Okres Jičín, wurde um 1750 angelegt. Der jüdische Friedhof ist seit 1991 ein geschütztes Kulturdenkmal.
Der Friedhof wurde 1878 erweitert. Die ältesten Grabsteine sind aus dem späten 18. Jahrhundert. 